# Attapeu (província)
Attapeu ou Attapu é uma província do Laos localizada no sudeste do país. Sua capital é a cidade de Attapeu.

## Distritos
| 1. Saysettha 2. Samakhisai 3. Sanamsai | 1. Sansai 2. Phouvong |